# Ảnh hưởng thị trường tài chính của đại dịch COVID-19
Tình trạng bất ổn kinh tế liên quan đến đại dịch COVID-19 đã có những tác động nghiêm trọng và rộng rãi đối với thị trường tài chính, bao gồm thị trường chứng khoán, trái phiếu và hàng hóa (bao gồm cả dầu thô và vàng). Các sự kiện chính bao gồm cuộc chiến giá dầu giữa Nga và Ả Rập Xê Út, sau khi không đạt được thỏa thuận OPEC+, dẫn đến giá dầu thô giảm mạnh và thị trường chứng khoán sụp đổ vào tháng 3 năm 2020. Những tác động lên thị trường là một phần của cuộc suy thoái COVID-19 và là một trong nhiều tác động kinh tế của đại dịch.

## Rủi ro tài chính và rủi ro quốc gia
Khi coronavirus đưa châu Âu và Hoa Kỳ vào tình trạng phong tỏa, các nhà kinh tế tài chính, chuyên gia xếp hạng tín dụng và rủi ro quốc gia đã cố gắng sắp xếp lại các đánh giá của họ trước những thách thức địa kinh tế chưa từng có do cuộc khủng hoảng gây ra. M. Nicolas Firzli, giám đốc World Pensions Council (WPC) và thành viên ban cố vấn tại Cơ sở hạ tầng toàn cầu của Ngân hàng Thế giới, gọi nó là "cuộc khủng hoảng tài chính lớn hơn", và nói rằng cuộc khủng hoảng này đang làm nổi lên nhiều những rối loạn về tài chính và địa chính trị bị dồn nén.
OECD chỉ ra rằng các doanh nghiệp ở nhiều quốc gia đã trở nên mắc nợ với số tiền lớn, trong khi chi phí đi vay rất thấp và chính sách tiền tệ thích ứng đã góp phần vào việc phát hành nợ doanh nghiệp chưa từng có.
Do đó nợ doanh nghiệp ở mức rất cao ở nhiều nước G20. Ngoài ra, tín dụng được xếp hạng thấp hơn được phát hành dưới dạng trái phiếu BBB, trái phiếu cấp độ phi đầu tư và các khoản vay có đòn bẩy đã tăng lên mức cao, OECD cảnh báo, có nghĩa là các doanh nghiệp sẽ có ít lựa chọn ngoài việc giảm chi phí và giảm nhân viên để chống lại áp lực mất khả năng thanh toán.
Tuy nhiên, ở cấp độ quốc tế và quốc gia - như Helmut Ettl, người đứng đầu cơ quan quản lý thị trường tài chính Áo cho biết - không có dữ liệu thực nghiệm đáng tin cậy để đánh giá những tác động đang diễn ra của căn bệnh COVID-19 đối với nền kinh tế và môi trường, vì loại khủng hoảng là chưa từng có. Các công ty vốn đã yếu kém về tài chính trước khủng hoảng nay lại càng thêm bất ổn. Tất cả những gì được biết, Ettl nói, là cuộc khủng hoảng này sẽ có quy mô rất lớn.

## Thị trường chứng khoán

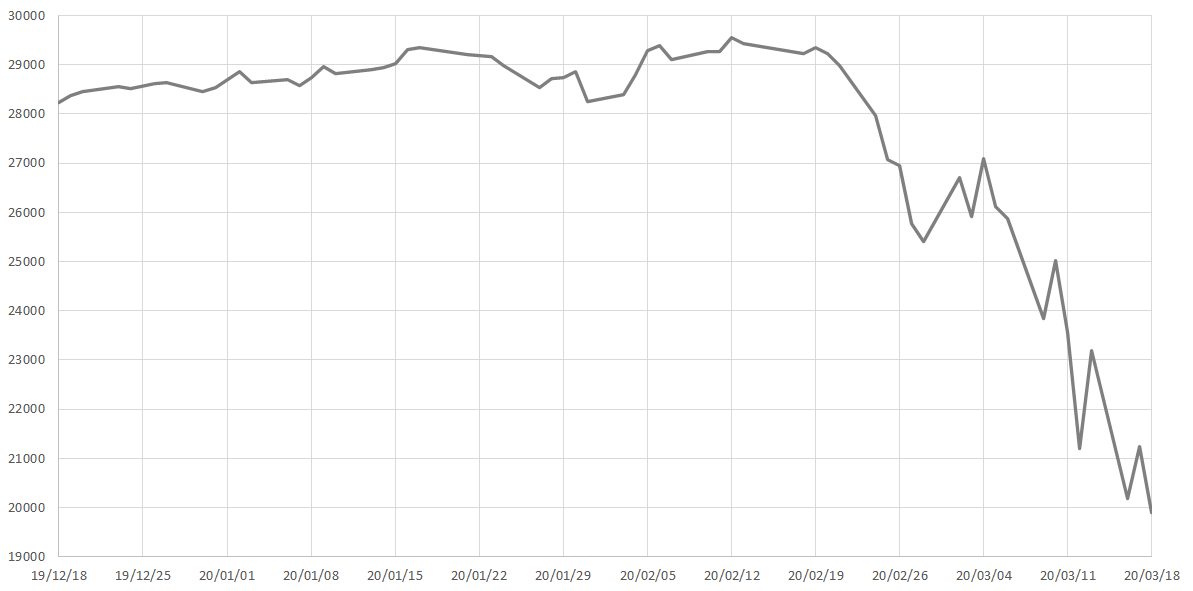
Đà đi xuống của chỉ số công nghiệp Dow Jones từ tháng 12 năm 2019 đến tháng 3 năm 2020, cho thấy mức cao nhất mọi thời đại của chỉ số này vào tháng 2 và sự cố vào tháng 2 và tháng 3 trong đại dịch COVID-19

Vào thứ Hai, ngày 24 tháng 2 năm 2020, Chỉ số Công nghiệp Trung bình Dow Jones và FTSE 100 đã giảm hơn 3% khi đợt bùng phát coronavirus lây lan trở nên tồi tệ hơn đáng kể bên ngoài Trung Quốc vào cuối tuần. Điều này theo sau các chỉ số chuẩn giảm mạnh ở lục địa châu Âu sau khi sụt giảm mạnh ở châu Á. DAX, CAC 40 và IBEX 35 đều giảm khoảng 4% và FTSE MIB giảm hơn 5%. Giá dầu đã giảm mạnh và giá vàng cũng tăng mạnh, lên mức cao nhất trong 7 năm. Vào ngày 27 tháng 2, do lo lắng về sự bùng phát của coronavirus, các chỉ số thị trường chứng khoán khác nhau của Mỹ bao gồm NASDAQ-100, S&P 500 Index và Dow Jones Industrial Average đã công bố mức giảm mạnh nhất kể từ năm 2008, với chỉ số Dow giảm 1.191 điểm, mức giảm trong một ngày lớn nhất kể từ cuộc khủng hoảng tài chính năm 2008. Vào ngày 28 tháng 2 năm 2020, thị trường chứng khoán trên toàn thế giới báo cáo mức giảm trong một tuần lớn nhất kể từ cuộc khủng hoảng tài chính năm 2008.
Sau tuần thứ hai đầy biến động, vào ngày 6 tháng 3, thị trường chứng khoán trên toàn thế giới đóng cửa (mặc dù Chỉ số Công nghiệp Dow Jones, Tổng hợp NASDAQ và S&P 500 đóng cửa trong tuần), trong khi lợi suất trên Chứng khoán kho bạc Mỹ kỳ hạn 10 năm và 30 năm giảm xuống mức thấp kỷ lục mới lần lượt là 0,7% và 1,26%. Tổng thống Hoa Kỳ Donald Trump đã ký thành luật một dự luật chi trả khẩn cấp và các biện pháp đối phó với đại dịch bao gồm 8,3 đô la tỷ chi tiêu của chính phủ. Sau khi OPEC và Nga không thống nhất được với nhau về việc cắt giảm sản lượng dầu vào ngày 5 tháng 3 và cả Ả Rập Xê-út và Nga đều tuyên bố tăng sản lượng dầu vào ngày 7 tháng 3, giá dầu đã giảm 25%. Vai trò của các luồng hàng hóa xuyên biên giới trong nền kinh tế hiện đại, được thúc đẩy bởi hàng thập kỷ giảm chi phí vận tải, giảm chi phí thông tin liên lạc và cho đến gần đây, thuế quan giảm, cũng đóng một vai trò lớn trong việc tác động đến thị trường chứng khoán.
Nhìn chung, thị trường chứng khoán giảm hơn 30% vào tháng 3; sự biến động có chủ ý của cổ phiếu và dầu đã tăng lên mức khủng hoảng; và chênh lệch tín dụng đối với các khoản nợ phi đầu tư đã tăng mạnh do các nhà đầu tư giảm thiểu rủi ro. Tình trạng hỗn loạn ngày càng gia tăng này trên thị trường tài chính toàn cầu đang diễn ra bất chấp những cải cách tài chính toàn diện và đáng kể đã được cơ quan tài chính G20 đồng thuận trong thời kỳ hậu khủng hoảng.

### Tuần của ngày 9 tháng 3 năm 2020
Vào sáng ngày 9 tháng 3, S&P 500 đã giảm 7% trong 4 phút sau khi sàn giao dịch mở cửa, gây ra sự cố ngắt mạch lần đầu tiên kể từ cuộc khủng hoảng tài chính 2007–08 và tạm dừng giao dịch trong 15 phút. Vào cuối giao dịch, thị trường chứng khoán trên toàn thế giới đã chứng kiến sự sụt giảm lớn (với chỉ số STOXX Europe 600 giảm xuống hơn 20% dưới mức đỉnh của nó vào đầu năm), với Chỉ số Công nghiệp Dow Jones làm lu mờ mức giảm chỉ số trước đó- kỷ lục sụt giảm trong ngày 27 tháng 2 giảm 2.014 điểm (tương đương 7,8%). Lợi suất của chứng khoán Kho bạc Mỹ kỳ hạn 10 năm và 30 năm đạt mức thấp kỷ lục mới, với chứng khoán kỳ hạn 30 năm lần đầu tiên trong lịch sử giảm xuống dưới 1%.
Vào ngày 12 tháng 3, thị trường chứng khoán châu Á - Thái Bình Dương đóng cửa (với chỉ số Nikkei 225 của Sở giao dịch chứng khoán Tokyo cũng giảm xuống hơn 20% dưới mức cao nhất trong 52 tuần), thị trường chứng khoán châu Âu đóng cửa giảm 11% (mức giảm tồi tệ nhất của họ - ngày giảm nhiều nhất trong lịch sử), trong khi chỉ số trung bình công nghiệp Dow Jones đóng cửa giảm thêm 10% (làm lu mờ kỷ lục một ngày giảm giá được thiết lập vào ngày 9 tháng 3), chỉ số NASDAQ Composite giảm 9,4% và S&P 500 giảm 9,5 % (với NASDAQ và S&P 500 cũng giảm xuống hơn 20% dưới mức đỉnh của chúng), và sự sụt giảm đã kích hoạt hạn chế giao dịch tại Sở giao dịch chứng khoán New York lần thứ hai trong tuần đó. Giá dầu giảm 8%, trong khi lợi suất chứng khoán kho bạc Mỹ kỳ hạn 10 năm và 30 năm tăng lên 0,86% và 1,45% (và đường cong lợi suất của chúng hoàn tất bình thường). Vào ngày 15 tháng 3, Fed đã cắt giảm lãi suất chuẩn hoàn toàn theo điểm phần trăm, xuống phạm vi mục tiêu từ 0 đến 0,25%. Tuy nhiên, đáp lại, chỉ số S&P 500 và dầu thô kỳ hạn giảm do thị trường tiếp tục lo lắng. Gần 75% các quỹ đầu cơ bị lỗ nặng trong thời gian này.

## Giá dầu

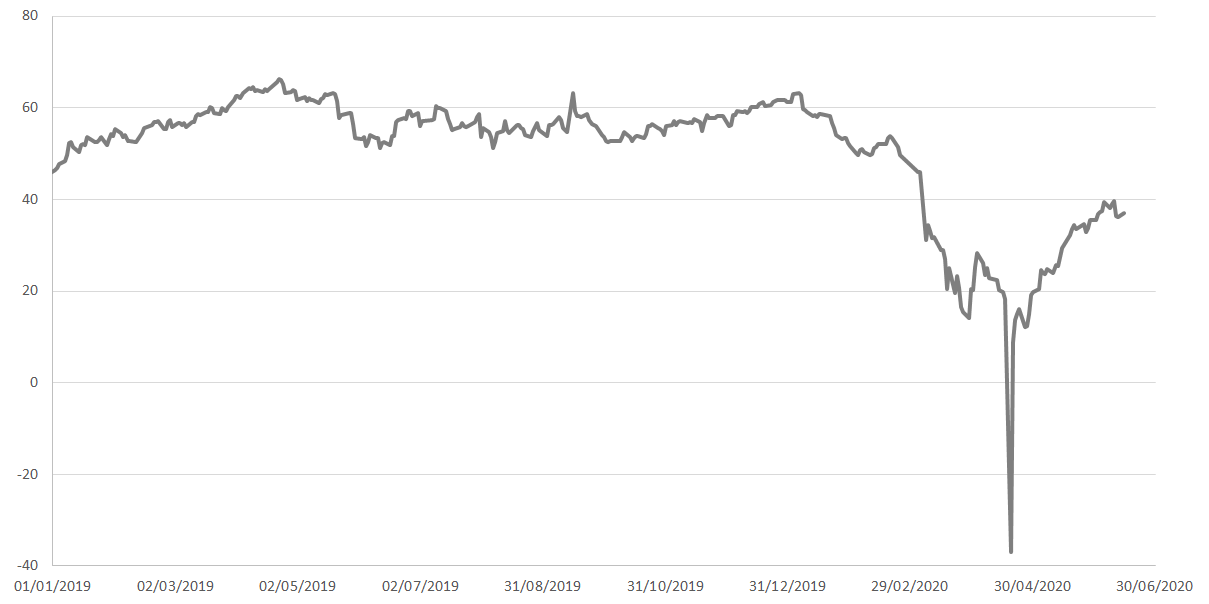
Diễn biến giá WTI từ năm 2019. Đợt giảm giá bắt đầu vào giữa tháng 2 năm 2020. Vào ngày 20 tháng 4 năm 2020, giá dầu lần đầu tiên trong lịch sử giảm xuống dưới 0.

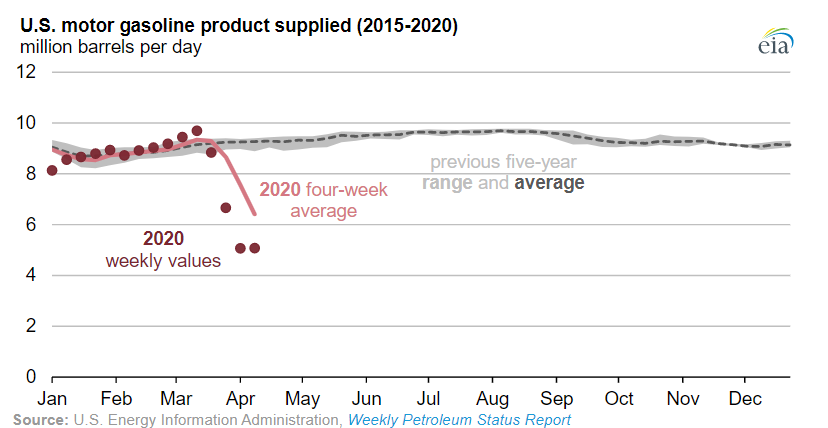
Nhu cầu về xăng động cơ giảm mạnh ở Hoa Kỳ

Đại dịch COVID-19 và các biện pháp hạn chế liên quan đã gây ra sự thu hẹp chưa từng có trong hoạt động kinh tế và sự suy giảm nhu cầu đối với dầu và các sản phẩm dầu. Kết quả là một trong những cú sốc giá lớn nhất mà thị trường năng lượng phải trải qua kể từ cú sốc dầu đầu tiên năm 1973. Giá dầu (Dầu thô Brent) giảm xuống dưới 20 đô la Mỹ/thùng, mất gần 70% giá trị, với khả năng lưu trữ gần đến giới hạn.
Việc giảm nhu cầu đi lại và thiếu hoạt động của nhà máy do dịch bệnh bùng phát đã tác động đáng kể đến nhu cầu tiêu thụ dầu, khiến giá dầu giảm. Vào giữa tháng 2, Cơ quan Năng lượng Quốc tế dự báo rằng tăng trưởng nhu cầu dầu trong năm 2020 sẽ là nhỏ nhất kể từ năm 2011. Nhu cầu của Trung Quốc sụt giảm dẫn đến cuộc họp của Tổ chức Các nước Xuất khẩu Dầu mỏ (OPEC) để thảo luận về việc cắt giảm sản lượng tiềm năng để cân bằng sự giảm nhu cầu. Ban đầu, cartel này đã thực hiện một thỏa thuận dự kiến cắt giảm sản lượng dầu xuống 1,5 triệu thùng mỗi ngày (bpd) sau cuộc họp tại Vienna vào ngày 5 tháng 3 năm 2020, điều này sẽ đưa mức sản xuất dầu xuống mức thấp nhất kể từ sau Chiến tranh Iraq. Trong khi đó, công ty phân tích IHS Markit dự đoán nhu cầu dầu thô toàn cầu giảm sẽ giảm chỉ còn 3,8 triệu thùng/ngày trong quý đầu tiên của năm 2020, phần lớn là do hoạt động kinh tế Trung Quốc ngừng hoạt động do virus; công ty cũng dự đoán nhu cầu dầu thô giảm hàng năm đầu tiên kể từ cuộc khủng hoảng tài chính 2007–08.
Tuy nhiên, Nga đã từ chối hợp tác với OPEC về việc cắt giảm, chấm dứt hiệu quả thỏa thuận mà nước này đã duy trì với OPEC kể từ năm 2016. Nga phản đối khi cho rằng sự tăng trưởng của hoạt động khai thác dầu đá phiến ở Mỹ, vốn không thuộc bất kỳ thỏa thuận nào với OPEC, sẽ đòi hỏi phải tiếp tục cắt giảm trong tương lai gần. Giá dầu giảm cũng sẽ gây thiệt hại cho ngành công nghiệp đá phiến của Mỹ bằng cách ép giá thấp hơn chi phí hoạt động đối với nhiều nhà sản xuất đá phiến, và do đó trả đũa cho những thiệt hại gây ra cho tài chính của Nga và OPEC. Sự đổ vỡ trong các cuộc đàm phán cũng dẫn đến việc không thể kéo dài mức cắt giảm sản lượng 2,1 triệu bpd dự kiến sẽ hết hạn vào cuối tháng 3.
Vào ngày 8 tháng 3 năm 2020, Ả-rập Xê-út bất ngờ tuyên bố thay vào đó họ sẽ tăng sản lượng dầu thô và bán với giá chiết khấu (6–8 USD/thùng) cho các khách hàng ở châu Á, Mỹ và châu Âu, sau khi các cuộc đàm phán đổ vỡ. Trước thông báo này, giá dầu đã giảm hơn 30% kể từ đầu năm, và sau thông báo của Ả Rập Xê Út, nó đã giảm thêm 30%, mặc dù sau đó đã phục hồi phần nào. Dầu thô Brent, loại dầu được sử dụng để định giá 2/3 nguồn cung dầu thô trên thế giới, đã trải qua đợt giảm giá lớn nhất kể từ Chiến tranh vùng Vịnh năm 1991 vào đêm 8/3. Ngoài ra, giá dầu của West Texas Intermediate đã giảm xuống mức thấp nhất kể từ tháng 2 năm 2016. Lo ngại về cuộc chiến giá dầu giữa Nga và Ả Rập Saudi đã khiến chứng khoán Mỹ lao dốc, và có tác động đặc biệt đến các nhà sản xuất dầu đá phiến của Mỹ. Vào ngày 13 tháng 3, giá dầu công bố mức giảm trong tuần lớn nhất kể từ năm 2008.
Các kế hoạch được Tổng thống Mỹ Donald Trump công bố vào ngày 13 tháng 3 năm 2020 rằng ông đang chỉ đạo Bộ Năng lượng Mỹ mua dầu cho Cục Dự trữ Dầu mỏ Chiến lược Mỹ đã bị đình chỉ chưa đầy hai tuần sau đó, khi Quốc hội Mỹ không cấp vốn cho việc mua. Điều này có thể cho phép Mỹ mua tới 92 triệu thùng dầu. Vào thời điểm đó, Cục Dự trữ này nắm giữ 635 triệu thùng với dung tích tổng 727 triệu thùng. Washington Post mô tả điều này là "bảo lãnh cho các công ty dầu mỏ trong nước", mặc dù tác động lên giá cả được dự đoán là nhỏ với thị trường khoảng 100 triệu thùng mỗi ngày.
Tương phản mạnh mẽ với việc Mỹ không hành động, Úc công bố vào ngày 22 tháng 4, rằng quốc gia này sẽ tận dụng giá dầu thấp nhất trong 21 năm để xây dựng kho dự trữ nhiên liệu bằng cách mua vào dầu thô với trị giá 60 triệu đô la.